# Escut de Benifato
L'escut de Benifato és el símbol representatiu oficial de Benifato, municipi de la comarca de la Marina Baixa, al País Valencià. Té el següent blasonament:
| « | Escut quadrilong de punta redona. Truncat. Al primer quarter, en camp d'atzur, una balança d'argent. Al segon quarter, en camp de gules, tres cards d'or ben ordenats. Per timbre, corona reial oberta. | » |

## Història
L'escut fou aprovat per Resolució de 2 de juliol de 2003, publicada al DOGV núm. 4.558, de 4 d'agost de 2003.
Les balances són l'atribut de sant Miquel, patró del poble. A sota, les armes parlants dels Cardona, marquesos de Guadalest i antics senyors de Benifato.